# Горизонт-101
Горизонт-101 (3УЛПТ) — чёрно-белый лампово-транзисторный телевизор с диагональю экрана 65 см. Серийно производился с 1970 года на Минском радиозаводе. В 1972 году запущена в серию его незначительная модификация «Горизонт-102» (некоторые изменения в элементной базе), а в 1974 году «Горизонт-104» (добавлена возможность установки блока ДМВ).

## Характеристики
На момент запуска в серию эта линейка «Горизонтов» относилась СССР к телевизорам первого класса. В телевизоре применялся кинескоп 65ЛК1Б с размером по диагонали 65 см — при максимальном размере 62 см в зарубежных моделях. В принципиальной схеме телевизора применялись все последние достижения телевизионной техники тех лет. При этом основу элементной базы составляли лампы, транзисторы использовались только во входных устройствах.
В модели применена акустическая система закрытого типа с фазоинвертором. Чувствительность - 20 мкВ.  Выходная мощность - 3 Вт.  Диапазон воспроизводимых звуковых частот -  63...12500 Гц. Потребляемая мощность - 230 Вт. Размеры 1010х710х465 мм.  Масса 52 кг.